# 尾形守
尾形 守（おがた まもる、Mamoru Billy Ogata, 1953年3月8日 - ）は、日本の牧師、宣教学者、神学校教師。開拓伝道によって創設した希望の教会の主任牧師である。また、希望の教会の山梨県上野原市の事務局と同じ所に事務局を置く伝道団体フロンティア・ミニストリーズの代表である。東京都武蔵野市にある希望の教会の東京希望キリスト教会では、希望聖書学院の学院長を務める。

## 経歴
山梨県生まれ。早稲田大学の商学部に入学後、大学の合気道部の先輩の自殺や母の病気などで苦しんで絶望していたが、大学3年生の時にイエス・キリストを信じるようになり、絶望から脱し、この回心を前後して、脳卒中だった母が癒され、祈りによって父のぎっくり腰が癒され、教会に来た脳腫瘍患者に対して祈ってやると「神様の超自然的力でいやされ」、その主治医に「学会で発表する」と言われたという。
早稲田大学商学部および東京神学校を卒業し、アメリカ合衆国ミネソタ州にあるベテル神学校で学び、教職修士の学位を取得した。さらにカリフォルニア州にあるフラー神学大学院で宣教学博士の学位を取得した。
1986年に設立当時は単立の高田馬場教会であった聖書キリスト教会で尾山令仁によって按手礼を受け牧師になり、東京基督教大学と双肩をなす茨城キリスト教大学の宗教主任に就任した。その後、共立基督教研究所宣教学研究員として神学研究に従事した。また、茨城キリスト教大学専任講師、東京神学校助教授として教鞭をとった。
尾形は開拓伝道によって創設した希望の教会で主任牧師を務め、山梨県上野原市八ツ沢に事務局を置いた。また、希望の教会の事務局と同じ所を事務局とする伝道団体フロンティア・ミニストリーズの代表として牧会伝道を行っている。2007年10月24日には東京都武蔵野市境南町にある希望の教会の東京希望キリスト教会内で希望聖書学院を開設し、学院長に就任した。

## 著書

### 『日韓教会成長比較』
尾形の博士論文は日本と韓国の教会の歴史を比較した A comparative study of church growth in Korea and Japan : with special application to Japan であるが、尾形はこの論文に加筆し、自身で日本語に訳して『日韓教会成長比較：文化とキリスト教史』として1997年6月にホープ出版から出版した。本文370頁。ISBN 4938858037。発売はいのちのことば社卸部。出版したホープ出版は山梨県上野原にある出版社である。序文は当時、国際基督教大学の教授で国際基督教大学教会の牧師ならびに宗務部長を務めていた古屋安雄が書いた。この『日韓教会成長比較 : 文化とキリスト教史』は国際基督教大学図書館で所蔵しているほか国立国会図書館や富山県立図書館などで所蔵している。

### 『ニューエイジムーブメントの危険』
『ニューエイジムーブメントの危険』は、ニューエイジの歴史とその内容について解説し、その問題点と危険性を福音主義、聖書信仰の立場から指摘する。愛知県新城市富沢にあるプレイズ出版から1996年に出版された。全382頁。ISBN 4938764148。宣教師訓練センター所長の奥山実の推薦文がついている。

### 『異端見分けハンドブック』
1998年9月にプレイズ出版から出版された『異端見分けハンドブック』は、キリスト教における異端を扱った本で、尾山令仁が編集長を務める羊群社の雑誌『羊群』に尾形が連載したものが元になっている。全208頁。ISBN 978-4938764340。書籍カバーの裏表紙に「真理のみことば伝道協会主事」のウィリアム・ウッドによる「推薦のことば」が協会代表の肩書で掲載されている。「推薦のことば」においてウィリアム・ウッドは本書の内容には言及しないものの「尾形師のご著書が大いに役立つと私は確信しています」と述べている。尾形はこの書の「はじめに」で、日本においてはエホバの証人の伝道者および伝道者または会員になるための訓練を受けている研究生の合計が1997年時点で約38万人で、プロテスタント諸教派の教会の礼拝出席者の総計約27万人を上回っている現状を指摘し、「異端の人々をサタン・悪霊や間違った教えから救い出さなければならない」として『新約聖書』所収の「エフェソの信徒への手紙」第4章15節を引用して「愛をもって真理を語り」「続けるのである」と信念を表明している。

## 著書一覧
- 『教会成長と聖霊の力』暁書房、1987年。
- 『ポスト・ローザンヌ：これからの福音宣教を考える』宇田進編、共著、東京キリスト教学園共立基督教研究所、いのちのことば社、1987年。ISBN 4264008484。
- 『霊の戦いの諸相』1991年、暁書房。
- 『9回ウラ2死2ストライク：アメリカ神学校留学記』いのちのことば社、1988年。ISBN 9784264009627。
- 『今日の宗教ブームと悪霊の働き』いのちのことば社、1989年。ISBN 9784264010593。
- 『教会成長シンポジウム』共著、新生運動、1990年。
- 『地域を支配する霊』マルコーシュ・パブリケーション、1993年。
- 『さまよえる現代人たち：新・新宗教の素顔と実態』ホープ出版、1995年。ISBN 4938858029。
- 『聖霊の第三の波とリバイバル』ホープ出版、1995年。
- 『ニューエイジムーブメントの危険』プレイズ出版、1996年。ISBN 4938764148。
- 『『脳内革命』の本当の読み方』コスミックインターナショナル、1997年。ISBN 4885325110。
- 『日韓教会成長比較：文化とキリスト教史』古屋安雄 序文、ホープ出版、いのちのことば社卸部発売、1997年。ISBN 4938858037。
- 『異端見分けハンドブック』プレイズ出版、1998年。ISBN 4938764342。
- 『リバイバルの源流を辿る』マルコーシュ・パブリケーション、2000年。ISBN 4872072049。
- 『聖書にみる霊の戦い』マルコーシュ・パブリケーション、2003年。ISBN 4938764741。
- 『聖書的いやしの法則』マルコーシュ・パブリケーション、2003年。ISBN 4872072235。
- 『インナーヒーリング』マルコーシュ・パブリケーション、2005年。ISBN 4872072359。
- 『リニューアル組織神学』2007年から2009年まで月刊誌『ハーザー』に連載。

## 論文一覧
- A comparative study of church growth in Korea and Japan : with special application to Japan, 1984.[1]
- Small groups and lay leadership training for church growth in Japan, 1986.[16]